# Stiphrolamyra sinaitica
Stiphrolamyra sinaitica là một loài ruồi trong họ Asilidae. Stiphrolamyra sinaitica được Theodor miêu tả năm 1980. Loài này phân bố ở vùng Cổ Bắc giới.